# マリア・ビトムスカ
マリア・ビトムスカ（ポーランド語：Maria bytomska；ハンガリー語：Bytomi és cieszyni Mária, 1282年/1284年 - 1317年12月15日）は、ハンガリー王カーロイ1世の最初の妃。ビトム公カジミェシュとその妻ヘレナの間に第3子、長女として生まれた。

## 生涯
ヤン・ドゥゴシュの年代記によれば、マリアは1306年にハンガリー王カーロイ1世と結婚したとされ、多くの歴史家はこの記述を敷衍している。この縁組はおそらくポーランド王ヴワディスワフ1世の主導によって成立したもので、仲介役を買って出たのはマリアの兄で当時クラクフの修学修士であったボレスワフだった。またこの結婚にはポーランドとハンガリーの両王国の接近という外交的要因もあり、アンジュー家の王朝政策がポーランドとも密接な関わりを持ち始めたことの現れだった。またマリアの王妃としての地位は彼女自身の兄弟がハンガリーの教会においてキャリアを飛躍的に高める役割を果たし、兄ボレスワフはエステルゴム大司教の、弟ミェシュコはニトラとヴェスプレームの司教の地位を与えられた。
マリアは1317年12月15日、ティミショアラ（現ルーマニア領）で没し、セーケシュフェヘールヴァールの聖マリア聖堂内にある王家の地下納骨堂に葬られた。

## 子女
カーロイ1世とマリアが結婚生活の中で子供をもうけたかについては、議論が二分されている。一部の歴史家はマリアが不妊であったために子供ができなかったとしている。しかし系図学者ヴウォジミェシュ・ドヴォジャチェクの主張を支持する別のポーランド人歴史家の一派と外国の歴史家達は、マリアが夫との間に2人の娘をもうけたと考えている。
1. カタリン（1355年没） - シフィドニツァ公ヘンリク2世と結婚、間に生まれた一人娘アンナは神聖ローマ皇帝カール4世の妃となった。
2. エルジェーベト（1367年8月19日以前に没） - 「オポーレ公ボレスワフ」（不明、ニェモドリン公ボレスワフ2世の可能性がある）と結婚

ただし、上記のようにマリア不妊説を主張する歴史家によれば、カタジナとエルジェーベトの母親はカーロイ1世の3番目の妃エルジュビェタ・ウォキェトクヴナ（ポーランド王ヴワディスワフ1世の娘）だとされる。